# Смыр, Виталий Кязимович
Виталий Кязимович Смыр (абх. Виталии Смыр; род. 1964, с. Куланырхуа, Гудаутский район, Абхазская ССР) — бывший член Правительства Республики Абхазия; с 8 мая 2003 по 2005 — министр сельского хозяйства Абхазии.

## Биография
Родился в 1964 году в с. Куланырхуа Гудаутского района.
В 1991 году окончил Белгородский технологический институт и с 1991 по 1992 годы трудился заместителем генерального директора по экономике Белгородской агропромышленной ассоциации.
Участник грузино-абхазской войны 1992—1993 годов. Награждён медалью «За отвагу».
С 1993 по 1994 годы — сотрудник отдела экономики и прогнозирования Администрации г. Сухума.
С 1994 по 1995 годы трудился в должности начальника Налоговой службы Сухумского района.
С 1995 года назначен главой Администрации Нового Афона.
8 мая 2003 года Указом президента Абхазии назначен министром сельского хозяйства Республики Абхазия. В 2005 году освобождён от должности.

## Семья
- Жена — Хатуна Владимировна Хагуш
  - Сын — Эдгар Витальевич Смыр
  - Дочь — Садия Витальевна Смыр